# État populaire de Hesse
1918–1945
Entités précédentes :
- Grand-duché de Hesse

Entités suivantes :
- Grande-Hesse
- Rhénanie-Palatinat

L'État populaire de Hesse (en allemand : Volksstaat Hessen) est l'un des Länder constitutifs de la république de Weimar, succédant au grand-duché de Hesse lors de la chute de l'Empire allemand.

## Organisation

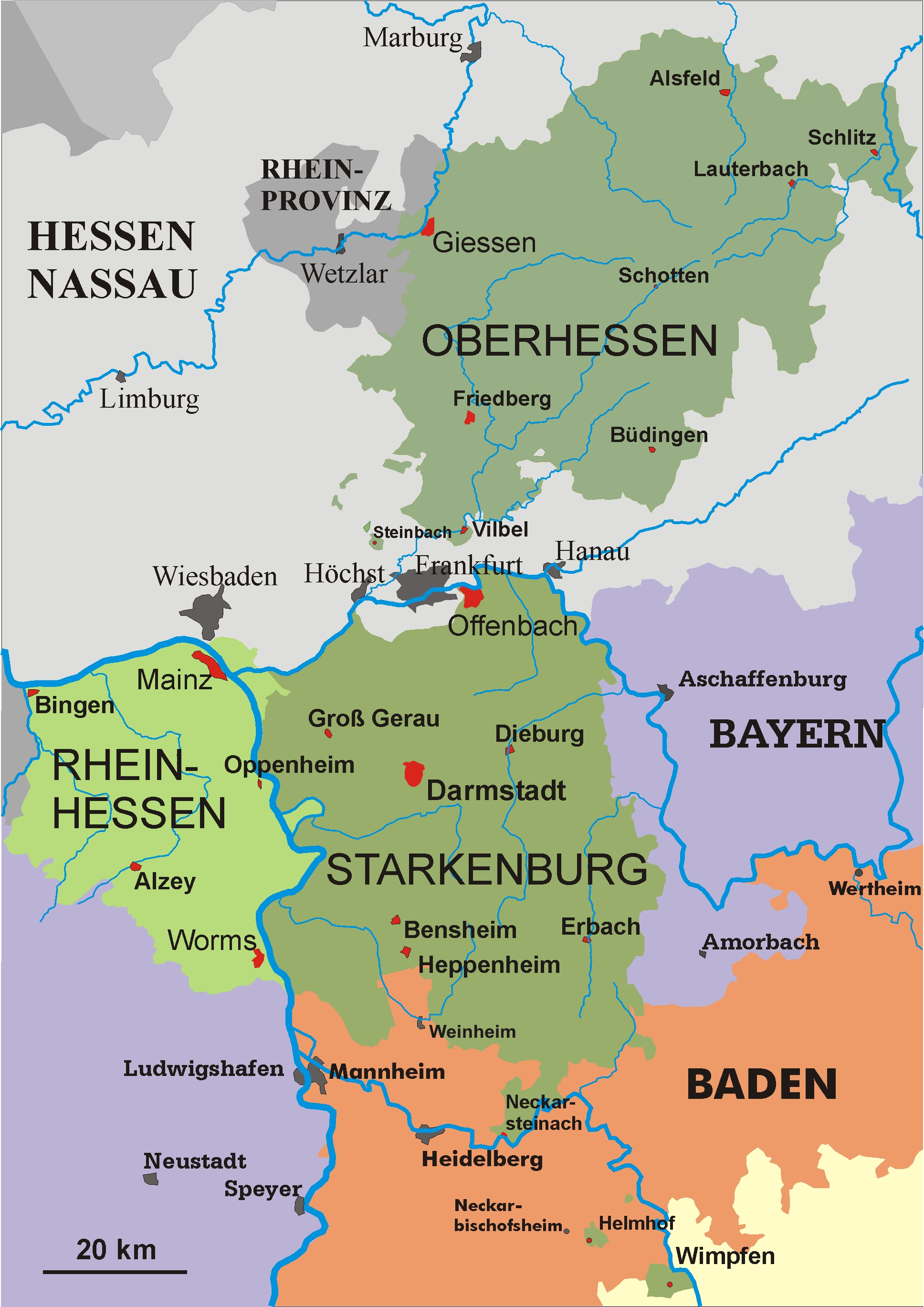
La Hesse en 1930.

Sa capitale est Darmstadt. Il comprend trois provinces : la Haute-Hesse (avec Giessen pour capitale), la Hesse rhénane (capitale Mayence) et le Starkenburg (capitale Darmstadt).

## Disparition
À la fin de la Seconde Guerre mondiale, l'État populaire de Hesse est partagé entre les zones d'occupation française et américaine. En 1945, les Américains créent la Grande-Hesse, rebaptisée Hesse l'année suivante. La partie française devient par la suite partie du Land de Rhénanie-Palatinat.